# Hermannia quadrirotunda
Hermannia quadrirotunda är en kvalsterart som först beskrevs av Hammer 1979.  Hermannia quadrirotunda ingår i släktet Hermannia och familjen Hermanniidae. Inga underarter finns listade i Catalogue of Life.